# Các vị trí trong bóng rổ
- 1–Hậu vệ dẫn bóng
- 2–Hậu vệ ghi điểm
- 3– Tiền phong phụ
- 4–Tiền phong chính
- 5–Trung phong

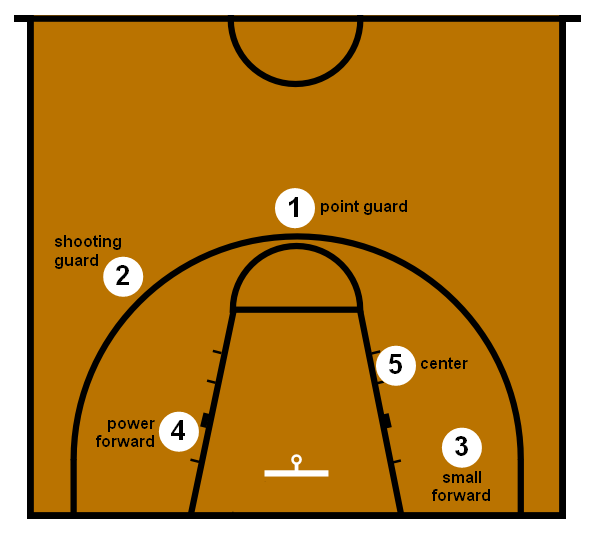
Vị trí bóng rổ với những con số như chúng được biết đến:

Trong bóng rổ, có năm người chơi mỗi đội, mỗi người được chỉ định cho các vị trí. Trong lịch sử, những người chơi này đã được chỉ định vào các vị trí được xác định bởi vai trò của họ trên sân, theo quan điểm chiến lược. Ba vị trí chính là hậu vệ, tiền phong và trung phong, với đội tiêu chuẩn có hai hậu vệ, hai tiền phong và một trung phong. Theo thời gian, khi các vai trò chuyên biệt hơn được phát triển, mỗi hậu vệ và tiền phong được phân biệt và ngày nay, mỗi vị trí trong số năm vị trí được biết đến bằng một tên và số duy nhất: hậu vệ dẫn bóng (PG) hoặc số 1, hậu vệ ghi điểm (SG) hoặc số 2, tiền phong phụ (SF) hoặc số 3, tiền phong chính (PF) hoặc số 4, và trung phong (C) hoặc số 5.

## Hậu vệ
Trong những ngày đầu của môn thể thao này, có một "hậu vệ chạy" mang bóng lên sân và chuyền hoặc tấn công vào rổ, giống như hậu vệ dẫn bóng hoặc hậu vệ kết hợp (combo guard). Ngoài ra còn có một "hậu vệ cố định" thực hiện những cú ném xa và lùi về phòng ngự một cách hiệu quả trước khi có quy định về vi phạm sân nhà.

### Hậu vệ dẫn bóng (PG - Point Guard)

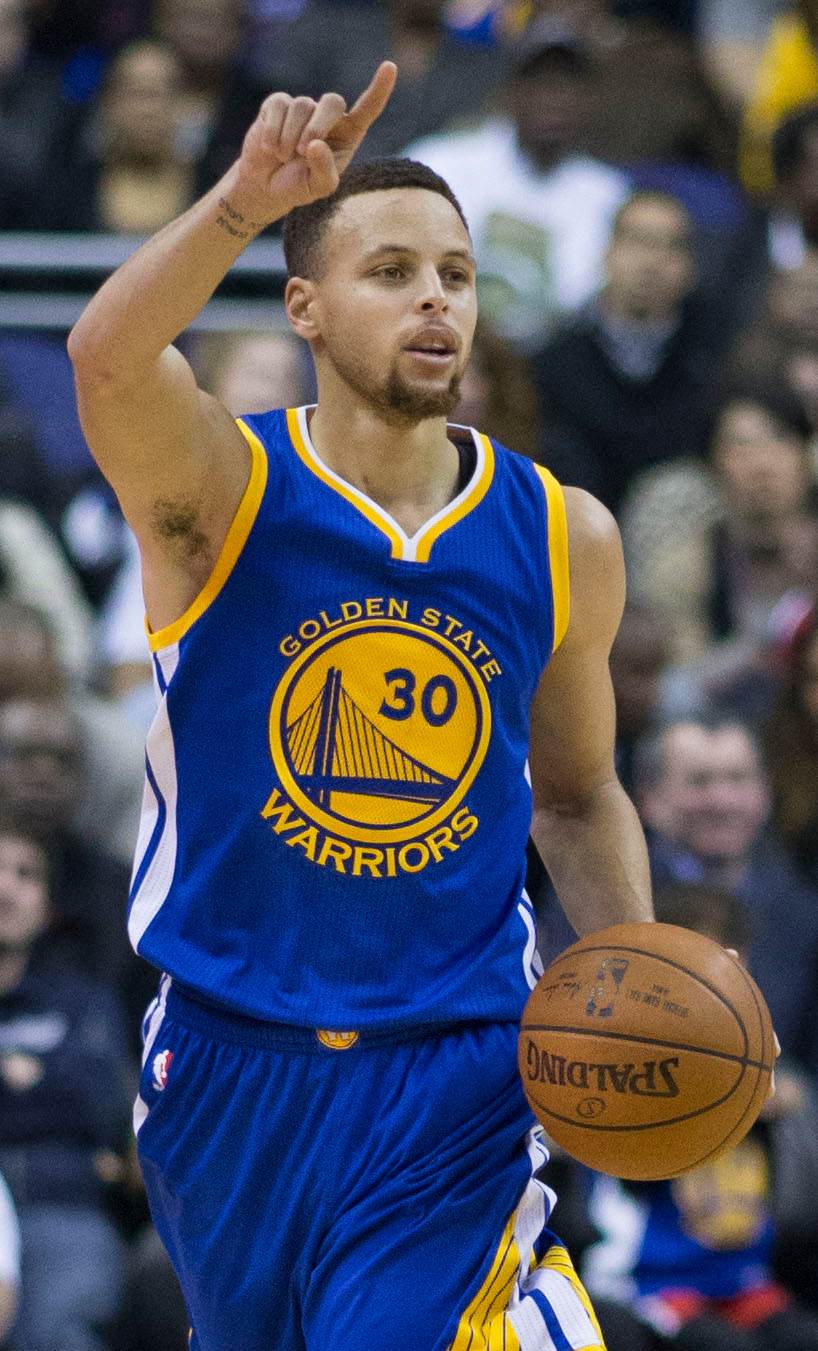
Stephen Curry - hậu vệ dẫn bóng nổi tiếng hiện nay ở NBA

Hậu vệ dẫn bóng (PG), còn được gọi là số 1, thường là cầu thủ thấp nhất của đội và là người cầm bóng và chuyền bóng giỏi nhất. Họ thường rất nhanh, giỏi dẫn bóng và ném ở khoảng cách gần. Vì vậy, họ thường đứng đầu đội trong các pha kiến tạo và có khả năng tạo ra những cú ném cho mình và đồng đội. Họ có thể ném những quả ngoài vùng được tô nhưng phần lớn là ở trong vạch 3 điểm hoặc lên rổ, phần lớn tùy thuộc vào trình độ kỹ năng của người chơi. Hậu vệ ghi điểm được coi là "người dẫn dắt lối chơi" hay "huấn luyện viên trên sân" và "trái tim của đội". Họ nghiên cứu trận đấu và băng ghi hình trận đấu để có thể nhận ra điểm yếu của hàng thủ cũng như điểm mạnh trong tấn công của mình. Họ chịu trách nhiệm chỉ đạo các trận đấu, đảm nhiệm vị trí tương đương với vị trí tiền vệ chính trong bóng bầu dục Mỹ, tiền vệ kiến thiết trong bóng đá hoặc người kiến tạo trong bóng chuyền. Họ được kỳ vọng sẽ có tư duy bóng rổ và tốc độ tốt để thực hiện thành công các kế hoạch tấn công trong trận đấu đồng thời tránh mất bóng. Những hậu vệ dẫn bóng tốt sẽ nâng cao hiệu quả của đội và thường có số lần kiến tạo cao. Họ thường được gọi là người dẫn bóng hoặc người kiến thiết. Tại NBA, hậu vệ dẫn bóng hầu hết cao từ 5 foot 10 inch (1,78 m) đến 6 foot 4 inch (1,93 m).
Hậu vệ dẫn bóng được yêu cầu làm nhiều việc trong trận đấu bóng rổ rất khác so với bốn vị trí còn lại trên sân. Trong khi 4 vị trí còn lại chủ yếu tập trung vào việc đưa bóng vào rổ thì hậu vệ dẫn bóng phải có tâm lý khác, tập trung vào đồng đội hơn. Thường có hai loại hậu vệ dẫn bóng: hậu vệ dẫn bóng ghi điểm (còn được gọi là hậu vệ dẫn bóng dẫn đầu) và hậu vệ dẫn bóng kiểu người kiến thiết. Hậu vệ dẫn bóng ghi bàn thường xuyên có khả năng ném từ khoảng cách ba điểm hoặc tầm giữa. Loại người bảo vệ điểm này cũng có thể ghi điểm xung quanh rổ bằng cách thả bóng, nhào lộn lên rổ hoặc úp rổ. Stephen Curry (NBA) và Damian Lillard (NBA) là hai ví dụ về hậu vệ dẫn bóng ghi điểm. Hậu vệ dẫn bóng kiểu người kiến thiết thường có chỉ số IQ bóng rổ cao hoặc hiểu biết trực quan về trận đấu và có thể đoán trước 1 pha tấn công diễn ra trước khi chúng xảy ra. Ngoài ra, những loại hậu vệ dẫn bóng này thường là bậc thầy về tấn công trong nửa sân và họ thường biết vị trí chính xác cho từng người chơi trên sân. Một tên khác cho loại người chơi này có thể là 'Huấn luyện viên trên sân'. Chris Paul (NBA) và Chelsea Gray (WNBA) là những ví dụ về hậu vệ dẫn bóng kiểu người kiến thiết.

### Hậu vệ ghi điểm (SG - Shooting Guard)

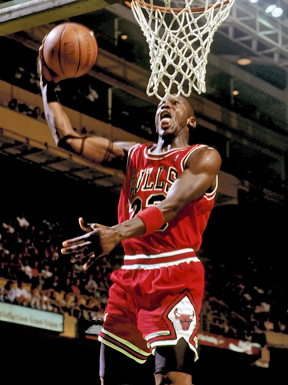
Michael Jordan - hậu vệ ghi điểm được coi là nổi tiếng nhất trên thế giới

Hậu vệ ghi điểm (SG)— còn được gọi là số hai — cùng với tiền phong phụ, thường được gọi là cánh vì được sử dụng trong các chiến thuật vị trí thông thường. Đúng như tên gọi, hầu hết các hậu vệ ghi điểm đều xuất sắc khi ném ba điểm và tầm trung dài. Khía cạnh quan trọng của hậu vệ ghi điểm là có khả năng kiên nhẫn chờ bóng và tự do, trong khi những người khác chuyền bóng xung quanh và cuối cùng họ nhận được bóng để thực hiện cú ném. Điều này cho phép khả năng di chuyển vào khoảng trống chính xác cho các vị trí cầm bóng khác. Cũng giống như tất cả các vị trí trong bóng rổ, khả năng giao tiếp hiệu quả với đồng đội là điều quan trọng. Nếu đồng đội không biết khi nào hoặc ở đâu một cầu thủ có khoảng trống, họ sẽ không thể chuyền bóng khi có cơ hội. Hầu hết các kỹ năng này phụ thuộc vào việc hậu vệ ghii điểm có phải là tay ném giỏi, người dứt điểm quanh vành rổ, người phòng thủ hay sự kết hợp khác nhau của những kỹ năng này. Một số xạ thủ nổi bật hiện đang ở WNBA bao gồm Diana Taurasi và Seimone Augustus. Dưới đây là ví dụ về những hậu vệ dẫn bóng tại NBA.
Trong suốt quá trình phát triển của môn thể thao, đã có nhiều loại hậu vệ ghi điểm khác nhau, chủ yếu được phân loại là mối đe dọa tấn công và hậu vệ phòng thủ. Những hậu vệ ghi điểm thường biết lối chơi của họ và cải thiện những phẩm chất mà họ giỏi và sau đó các đội xác định vai trò của họ trên sân. Nếu hậu vệ ghi điểm tập trung nhiều hơn vào việc thực hiện các cú nhảy ngoài vòng, đặc biệt là ném ba, bằng cách sử dụng yểm trợ chẳng hạn như yểm trợ xuống và không tham gia nhiều vào việc dẫn bóng, thì hậu vệ ghi điểm thường được biết đến như một kiểu bắt và bắn của người chơi; Devin Booker sẽ phù hợp với lối chơi này. Nếu người bảo vệ bắn súng nhấn mạnh việc dẫn bóng vào và ghi điểm ở (hoặc xung quanh) rổ, thì hậu vệ ghi điểm thường được coi là kiểu người chơi sát thủ. Dwyane Wade và Michael Jordan nổi tiếng với khả năng lao vào làn đường và ghi điểm quanh rổ. Tuy nhiên, họ cũng thực hiện khá tốt các cú nhảy ném tầm trung và ném ba. Đây được gọi là các mối đe dọa tấn công.
Nếu ưu tiên chính của hậu vệ ghi điểm là hạn chế hoặc ngăn chặn cầu thủ ngôi sao của đội đối phương (thường là một hậu vệ ghi điểm khác hoặc người chơi vòng ngoài khác), thì hậu vệ ghi điểm có thể được biết đến như một chuyên gia phòng thủ. Tony Allen sẽ được coi là một chuyên gia phòng thủ. Những hậu vệ ghi điểm với khả năng bắn từ vòng ngoài đồng thời hạn chế cơ hội ghi bàn của cầu thủ giỏi nhất vòng ngoài của đội kia có thể được gọi là loại cầu thủ 3-D. Danny Green là một ví dụ về kiểu hậu vệ ghi điểm 3-D. Đây được gọi là những hậu vệ phòng thủ.
Ở NBA, một hậu vệ ghi điểm thường cao từ 6 feet 2 inch (1,88 m) đến 6 feet 7 inch (2 m).

## Tiền phong

### Tiền phong phụ (SF - Small Foward)

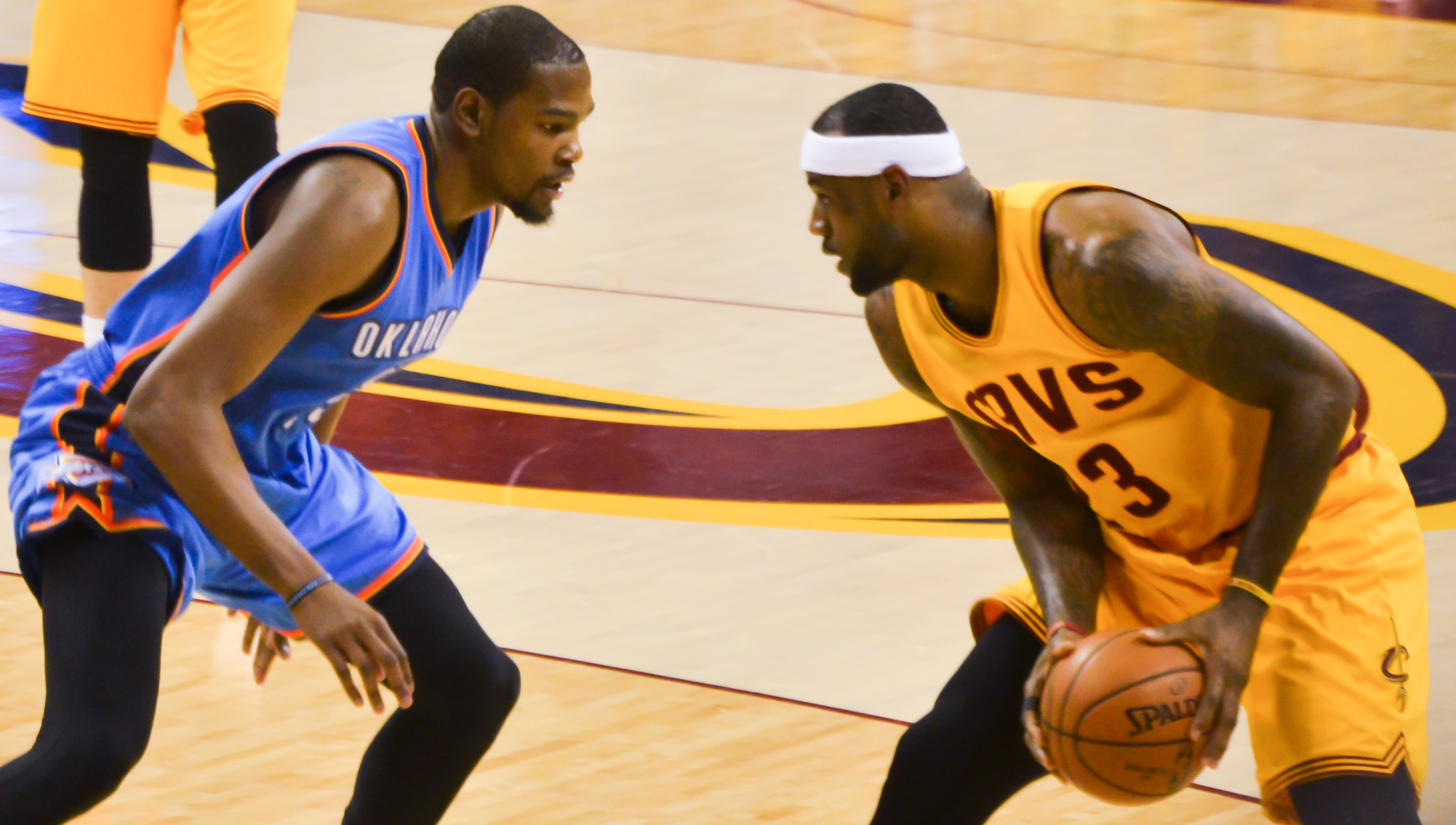
Kevin Durant và LeBron James - 2 tiền phong phụ hàng đầu lịch sử NBA

Tiền phong phụ (SF), còn được gọi là số ba, được coi là vị trí linh hoạt nhất trong năm vị trí chính của bóng rổ. Tính linh hoạt là chìa khóa đối với các tiền phong phụ do tính chất vai trò của họ, thường giống với vai trò của một hậu vệ ghi điểm hơn là của một tiền phong chính. Đây là lý do tại sao vị trí tiền phong phụ và hậu vệ ghi điểm thường được sử dụng thay thế cho nhau và được gọi là cánh. Vị trí này được ví như "Dao đa năng Thụy Sĩ" vì họ có thể làm được mọi thứ, từ ghi bàn, bắt rebound, cầm bóng bóng, chuyền bóng và khả năng phòng ngự, nếu họ là một tiền phong phụ có kỹ năng. Họ tương tự như những vận động viên toàn diện trong môn cricket.
Tiền phong phụ có nhiều kỹ năng khác nhau, chẳng hạn như sự nhanh nhẹn và sức mạnh bên trong. Một pha bóng quen thuộc giữa các tiền phong phụ là khả năng "đi đến vạch ném phạt" và câu lỗi bằng cách cố gắng tạo (đánh lại gần rổ) các pha bóng, lên rổ hoặc úp rổ. Vì vậy, khả năng ném phạt cũng là một kỹ năng bình thường đối với các tiền phong phụ, nhiều người trong số họ ghi được phần lớn điểm từ vạch ném phạt. Ngoài khả năng ném rổ, họ còn là những tay ném xa giỏi. Họ là những tay bắn 3 điểm giỏi thứ hai trên sân cùng với hậu vệ ghi điểm và thường khi đứng yên, họ chỉ đứng gần bên trong vạch 3 điểm. Một số tiền phong phụ có kỹ năng chuyền bóng tốt, cho phép họ đảm nhận trách nhiệm của hậu vệ dẫn bóng với tư cách là tiền phong dẫn bóng. Tiền phong phụ có thể làm được một chút mọi thứ trên sân, thường đóng các vai trò như người đánh 2 vị trí và chuyên gia phòng thủ. Một tiền phong phụ dưới 6 feet 5 inch (1,96 m) đôi khi có thể chơi ở vị trí hậu vệ ghi điểm trong khi một tiền phong phụ cao hơn 6 feet 7 inch (2,01 m) đôi khi có thể chơi tiền phong chính. Ở NBA, tiền phong phụ thường có chiều cao từ 6 feet 4 inch (1,93 m) đến 6 feet 9 inch (2,06 m). Larry Bird và LeBron James thường được coi là 2 trong số những cầu thủ xuất sắc nhất từng chơi ở vị trí tiền phong phụ ở NBA. Ở WNBA, một số tiền phong phụ xuất sắc nhất là Angel McCoughtry, Maya Moore và Elena Delle Donne.

### Tiền phong chính (PF - Power Foward)

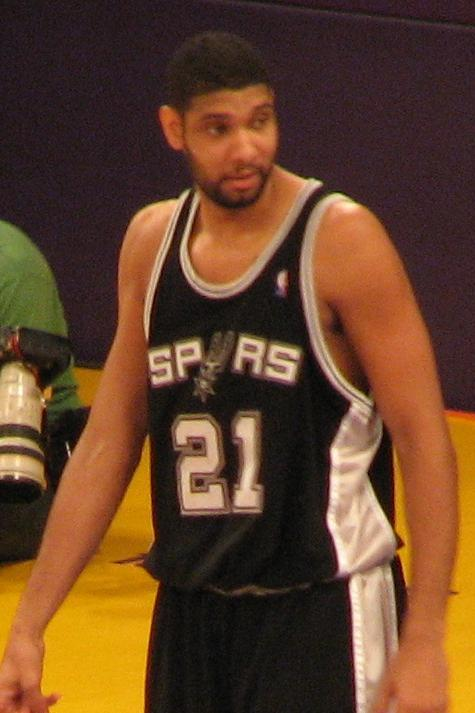
Tim Duncan - tiền phong chính được nhiều người coi là vĩ đại nhất lịch sử NBA

Tiền phong chính (PF), còn được gọi là số bốn, thường đóng vai trò tương tự như trung phong, ở phía dưới cột rổ. Tiền phong chính thường là cầu thủ ghi điểm mạnh mẽ và đáng tin cậy nhất của đội, có thể ghi điểm ở gần rổ đồng thời có thể thực hiện các cú nhảy ném tầm trung cách rổ từ 10 đến 15 feet. Tiền phong chính cũng rất nhanh nhạy và phải linh hoạt trong cả tấn công và phòng thủ, nhưng không bằng tiền phong phụ. Tiền phong chính thường có động tác chân tốt trong vùng sơn và có thể buộc cầu thủ thực hiện những cú ném khó hoặc block (chặn bóng) khi bảo vệ vùng sơn. Một số tiền phong chính đã được gọi là stretch four, kể từ khi mở rộng phạm vi ném của họ lên ném ba. Về phòng ngự, họ được yêu cầu phải có đủ sức mạnh để phòng thủ những cầu thủ to lớn hơn ở gần rổ và có thể lực tốt để phòng thủ những cầu thủ nhanh nhẹn ở xa rổ. Hầu hết các tiền phong chính có xu hướng linh hoạt hơn các trung phong vì họ có thể tham gia các trận đấu và không phải lúc nào cũng ở vị trí thấp. Một tiền phong có chiều cao cao hơn 6 foot 8 inch (2,03 m) có thể là tiền phong - trung phong, chơi PF và C. Một tiền phong chính nhỏ hơn, khoảng 6 feet 7 inch (2,01 m), có thể chơi tiền phong kết hợp , chơi SF bán thời gian. Tại NBA, tiền phong chính thường có chiều cao từ 6 foot 7 inch (2,01 m) đến 7 foot 0 inch (2,13 m).
Tiền phong chính về cơ bản là một phiên bản lớn hơn và mạnh hơn của tiền phong phụ nhưng nhìn chung không cao hoặc dài bằng trung phong. Nói chung, tiền phong chính thường có khả năng rebound tốt và trong một số trường hợp, tiền đạo sức mạnh có chỉ số IQ bóng rổ cao cũng có thể là người chuyền bóng giỏi, đặc biệt là từ các khu vực cột gần hoặc xa thông qua hành động chia bài. Giannis Antetokounmpo hay Dirk Nowitzki là những ví dụ đáng chú ý về tiền phong chính ở NBA. Ở WNBA, một số ví dụ đáng chú ý về tiền phong chính là Breanna Stewart, Nneka Ogwumike và Tina Charles. Thay vì là một tiền phong chính có thể chất, vị trí stretch four chủ yếu được biết đến với việc ném 3 điểm và nhảy ném tầm trung thay vì chơi gần rổ. Stretch four cũng có thể rất hữu ích trong phương án tấn công pick and pop, đặc biệt là chống lại kỹ thuật phòng thủ bao phủ. Ví dụ: nếu stretch four đi ra khỏi vạch ngoài sau khi thiết lập yểm trợ, thì hậu vệ của họ rất có thể sẽ không có đủ thời gian để áp sát và có cú ném mở tiềm năng nếu người phòng thủ thực hiện việc bao vây. Ngay cả khi tiền phong chính không thể ném, việc trở thành người yểm trợ cũng có thể tạo ra sự áp đảo về thể hình (mismatch) để họ hoặc đồng đội của họ cố gắng ghi điểm trước big man đội kia nếu họ chuyển đổi.

## Trung phong (C - Center)

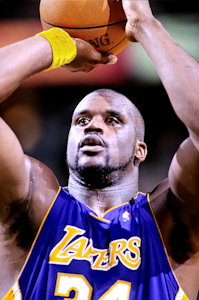
Shaquille O'Neal - một trong những trung phong xuất sắc nhất mọi thời đại

Trung phong (C) — còn được gọi là số năm, trục hoặc big man — thường chơi gần đường cuối sân hoặc gần rổ ("cột thấp"). Họ thường là những người chơi cao nhất trên sân. Các trung tâm thường đạt điểm "down low" hoặc "trong sơn" (gần rổ, trong vị trí được sơn), nhưng cũng có nhiều trung phong là những người ném giỏi ở khoảng cách xa. Họ thường có kỹ năng bắt rebound, phòng thủ những cú ném và thiết lập yểm trợ cho người chơi. Mục tiêu của các trung phong là tạo ra sự sở hữu và do đó tạo ra các cơ hội ghi bàn bằng cách rebound và cố gắng ngăn đội kia ghi điểm trong vùng sơn. Do vai trò trung tâm của trung phong trong phòng ngự, "cú ném bị chặn" là một chỉ số thú vị mà họ, và đôi khi là các vị trí khác, mang vào trận đấu.
Trước đây, các cầu thủ chơi ở vị trí trung phong tương đối chậm chạp và đứng gần rổ nhưng lại cao hơn nhiều so với các cầu thủ khác. Tuy nhiên, ngày nay, tính tổng quát đó đã thay đổi; giờ đây, những cầu thủ chơi ở vị trí trung phong cũng có thể được xếp vào loại tiền phong chính, có thể áp đảo đối thủ bằng kỹ năng phòng thủ của mình và có thể chuyển đổi mọi thứ và ném từ cột xa. Điều này là do sự khan hiếm người chơi sở hữu sự kết hợp giữa kỹ năng tuyệt vời, chiều cao lý tưởng và sức bền. Sự phát triển của lối chơi bóng rổ thể chất hơn và nhịp độ nhanh hơn đòi hỏi lối chơi trung phong ít truyền thống hơn và phong cách chơi lên xuống trên sân nhiều hơn, cũng đã góp phần vào sự thay đổi theo thời gian. Ở NBA, họ thường cao hơn 6 foot 8 inch (2,03 m). Một số trung phong NBA đáng chú ý hiện nay bao gồm Nikola Jokić, Joel Embiid, Anthony Davis và Rudy Gobert.
Sự hiện diện của một trung phong có thể ghi bàn ở cột thấp (khu vực gần rổ nhất) giúp tạo sự cân bằng trong một pha tấn công. Đặc biệt nếu bigman có động tác chân để thực hiện các động tác như thả bước, xoay người, v.v. thì có thể mở thế trận cho đồng đội của họ. Nếu việc ghi bàn tại cột thấp trở nên quá dễ dàng, trung phong sẽ bị double team (2 người kèm). Điều này tạo cơ hội cho các cầu thủ ở vòng ngoài thực hiện các cú ném rộng vì trung tâm sẽ "chuyền ra ngoài" hoặc chuyền cho một cầu thủ ở vòng ngoài hoặc "cánh". Vì các cầu thủ ở vòng ngoài thường ném xa tốt hơn, điều này có thể tạo ra cơ hội dễ dàng hơn cho trung phong ghi điểm, vì hàng phòng ngự thường chơi gần với những người ném ở vòng ngoài hơn.